# Liste der Mitglieder der Deutschen Akademie der Naturforscher Leopoldina/1743
Die Liste der Mitglieder der Deutschen Akademie der Naturforscher Leopoldina für 1743 enthält alle Personen, die im Jahr 1743 zum Mitglied ernannt wurden. Insgesamt gab es vier neu gewählte Mitglieder.

## Mitglieder
| Nr. | Name                        | Beiname         | Geboren       | Aufnahme | Gestorben     | Bild                                                                        | Datenbank                       |
| --- | --------------------------- | --------------- | ------------- | -------- | ------------- | --------------------------------------------------------------------------- | ------------------------------- |
| 531 | Nathanael Sendel            | Critobulus II.  | 24. Aug. 1686 | 25. Jan. | 25. Apr. 1757 |                                                                             | Nathanael Sendel                |
| 532 | Francesco Roncalli          | Palladius III.  | 1692          | 2. Jun.  | 1763          |                                                                             | Francesco Roncalli              |
| 533 | Jean Louis Le Thieullier    | Orion II.       |               | 4. Jul.  | 1751          |                                                                             | Jean Louis Le Thieullier        |
| 534 | Christian Andreas Cothenius | Callimachus II. | 14. Feb. 1708 | 10. Aug. | 5. Jan. 1789  | Christian Andreas Cothenius, porträtiert von Anna Dorothea Therbusch (1777) | Christian Andreas von Cothenius |

## Hinweis zu den Lebensdaten
In der Liste sind zunächst die Lebensdaten gemäß Archiv der Leopoldina aufgenommen. Die Lebensdaten im Namensartikel können daher von den Lebensdaten in der Liste abweichen.